# Hatrenisches Feuer
Das Hatrenische Feuer oder Feuer von Hatra war eine antike Brandwaffe der Bewohner der mesopotamischen Stadt Hatra. Es bestand aus einer brennenden Mischung von Bitumen und Schwefel, die über die gegen die Mauern stürmenden Angreifer geschüttet wurde. Teilweise soll auch brennendes Öl verwendet worden sein. Rund 500 Jahre später setzten die Byzantiner mit dem Griechischen Feuer eine vergleichbare Waffe ein.
Das Feuer trug dazu bei, dass Hatra mehrere Belagerungen durch römische Kaiser (Trajan im Jahr 116 und Septimius Severus 196 (?), 198, 199) sowie den sassanidischen Herrscher Ardaschir I. (227) überstand.